# Vianne de Gontaut-Biron
Vianne de Gontaut-Biron (1225-1280) est la fille de Vital de Gontaut-Biron, seigneur de Mongaillard (actuel département de Lot-et-Garonne).

## Biographie

### Premier mariage
Vianne à la mort de son père reçoit en héritage le château de Mongaillard  et ses dépendances, celui de Puch, de Gontaud  en Agenais et d'autres de moindre importance. Elle épouse alors Amanieu VI d'Albret et lui apporte toute sa dot. Le mariage est déclaré nul par une bulle du pape Clément IV au prétexte d'une parenté spirituelle existant entre les époux, le 22 septembre 1268.

### Deuxième mariage
Elle est mariée alors au seigneur de Bazas, Hélie de Castillon mais s’en sépare aussitôt puisqu’elle demande au pape d'annuler ce second mariage, car les preuves retenues pour l’annulation du premier mariage étaient fausses. En 1271, le pape Grégoire X  lui donne satisfaction. Toutefois, elle ne retrouvera sa dot qu’après un procès qui se termina à son total avantage le 29 avril 1279.

### Fin de vie
Après avoir légué ses biens au fils de sa sœur Indié, Jourdain de l'Isle, Vianne se retire à Condom (Gers) où elle avait, dès l'an 1261, contribué à fonder le couvent des Dominicains, et dans lequel elle fait bâtir sa demeure particulière. Elle contribue ensuite à la fondation du couvent de Prouillan (ou Pontvert) près de Condom, lequel était affilié au monastère de Prouille et destiné exclusivement à l'accueil de jeunes filles nobles.
Elle meurt le 21 février 1280,.
En l'honneur de sa tante, Jourdain de l'Isle donnera le nom de Vianne  à la bastide  qu’il fonde en 1284.
Vianne de Gontaut-Biron a par ailleurs fait don à l'évêque d'Agen des dîmes  redevables sur la paroisse de Saint-Cirice, un territoire probablement situé sur l'actuel hameau de Saint-Cirice, entre Condom et Vianne, aujourd'hui rattaché à la commune de Moncrabeau.